# Carboneras de Guadazaón
Carboneras de Guadazaón ist ein Ort und eine zentralspanische Gemeinde (municipio) mit 787 Einwohnern (Stand: 2024) im Norden der Provinz Cuenca in der Autonomen Region Kastilien-La Mancha. 

## Lage und Klima
Carboneras de Guadazaón liegt auf der Westseite des Iberischen Gebirges in einer Höhe von ca. 990 m. Die Provinzhauptstadt Cuenca befindet sich gut 85 Kilometer (Fahrtstrecke) westnordwestlich. Das Klima im Winter ist gemäßigt, im Sommer dagegen warm bis heiß. Regen (574 mm/Jahr) fällt das ganze Jahr über.

## Bevölkerungsentwicklung
| Jahr      | 1970 | 1981 | 1991 | 2001 | 2011 | 2021 |
| Einwohner | 1348 | 1156 | 1026 | 943  | 809  | 764  |

## Sehenswürdigkeiten
- Dominikuskirche (Iglesia de Santo Domingo de Silos)

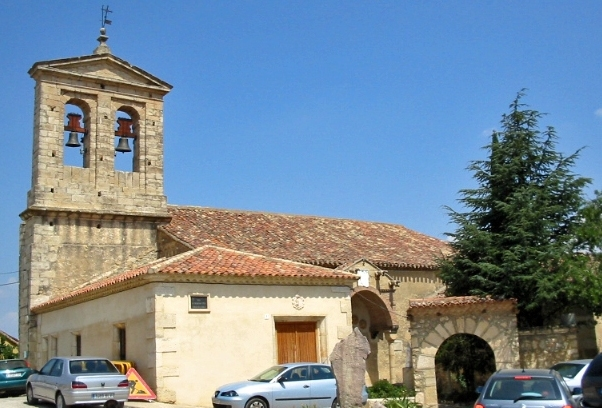
Dominikuskirche
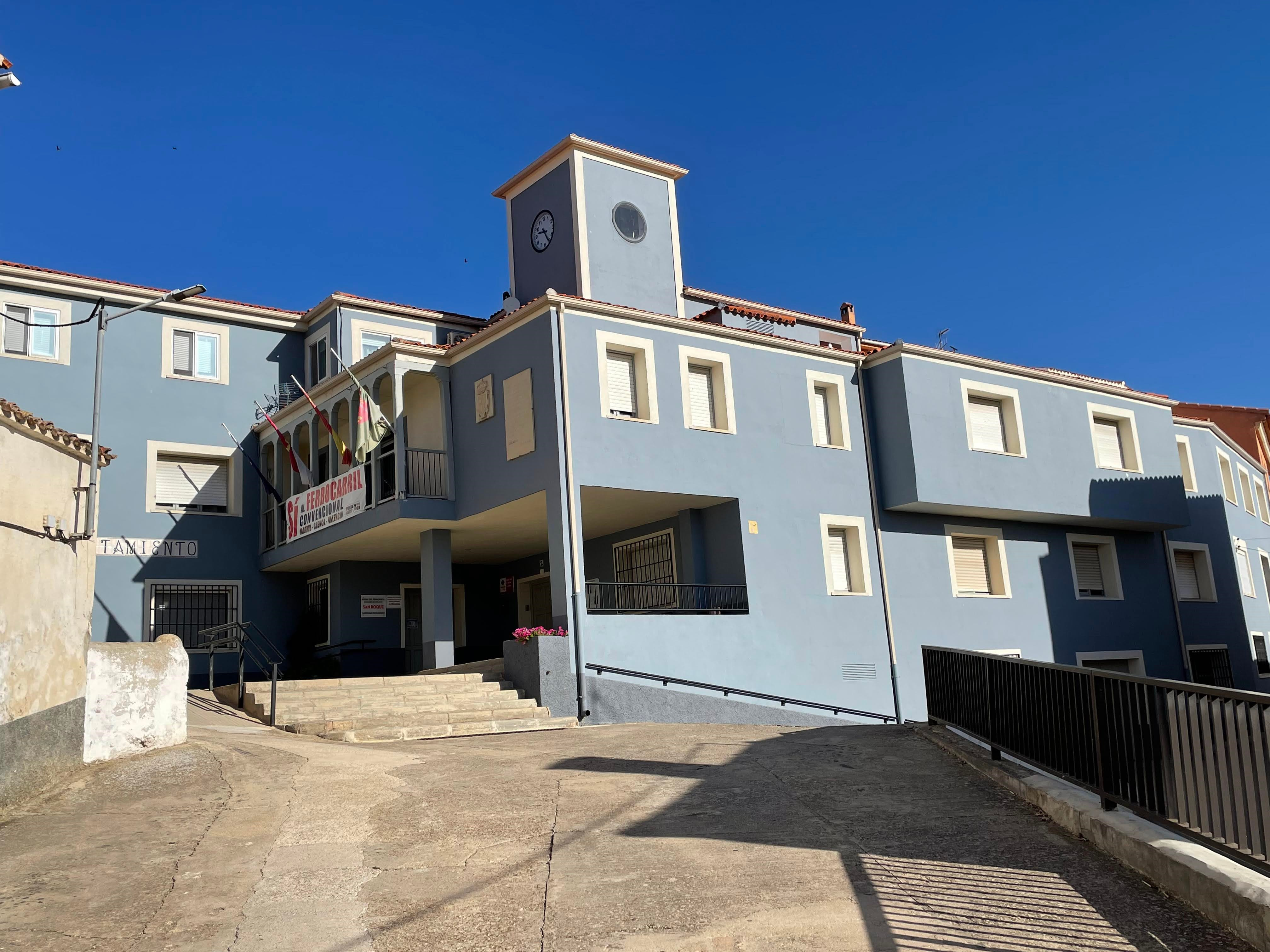
Rathaus

## Partnerschaften
Mit den spanischen Gemeinden Luchente (Autonome Gemeinschaft und Provinz Valencia) und Daroca (Provinz Saragossa, Aragon) bestehen Partnerschaften.